# Dick Francis
Richard Stanley "Dick" Francis, född 31 oktober 1920 i Lawrenny nära Martletwy, Pembrokeshire, död 14 februari 2010 på Grand Cayman, Caymanöarna, var en brittisk författare och mellan 1953 och 1957 jockey för det brittiska kungahuset. Mest känd är han för sin ritt på Drottningmoderns Devon Loch, favorit i 1956 års Grand National. Ekipaget ledde in på upploppet då hästen plötsligt snubblade och föll på magen.
När Francis skadades allvarligt efter ett fall från sin häst 1957 bytte han karriär och blev författare. Han kom ut med sin första bok samma år, självbiografin The Sport of Queens, men skrev från och med sin andra Dead Cert (1962) i huvudsak thrillers med anknytning till galoppsporten. Han vann tre Edgar Awards för bästa roman. Francis' son Felix var hans manager och även medförfattare på några av hans senaste böcker.

## Priser och utmärkelser (urval)
- Edgarpriset 1970 för Forfeit
- The Gold Dagger 1979 för Whip Hand
- The Cartier Diamond Dagger 1989